# Julio Cruz
Pour les articles homonymes, voir Cruz.
Julio Cruz est un footballeur argentin né le 10 octobre 1974 à Santiago del Estero. Il évoluait au poste d'avant-centre.

## Biographie

### Débuts en Argentine
Occupé à tondre la pelouse du terrain d'entraînement de Banfield (première division argentine), Julio Cruz est sollicité pour compléter une équipe lors d'une opposition à 11 contre 11. À la suite de quoi il se retrouve joueur professionnel à Banfield, affublé du surnom logique de "Jardinero". Formé à Banfield, « Le Jardinier » (son surnom) explose à River Plate lors de la saison 1997. Auteur de 17 buts, il rafle toutes les récompenses, avant d'être transféré à Feyenoord.

### Premiers pas en Europe
Le championnat néerlandais lui va comme un gant. Il inscrit la bagatelle de 44 buts en trois saisons. Il a eu comme coéquipier un certain Bonaventure Kalou. Bilan : champion des Pays-Bas et vainqueur de la supercoupe de Pays-Bas.

### Arrivée en Italie
Les recruteurs italiens ont évidemment l'œil sur ce grand échalas et Bologne l'attire dans ses filets. Lors de sa première saison, il connaît quelques difficultés d'adaptation, mais peu à peu il s'acclimate au style de jeu pratiqué en Italie. 

### Inter Milan
Il rejoint l'Inter en juin 2003. Pour sa troisième saison sous les couleurs intéristes, il tient honorablement son rang. Avec l'Inter, il a remporté en 2005 la Coupe d'Italie et la Supercoupe d'Italie.
Julio Cruz est également connu comme étant un remplaçant d'exception : en effet, souvent cantonné au banc en début de match, il rentre fréquemment en cours de partie à la place d'un toujours plus décevant Adriano, en marquant des buts décisifs, très importants dans l'économie finale du championnat. Dans la saison 2006-2007, Cruz a marqué 7 buts fondamentaux en championnat, 2 en coupe d'Italie, et 3 en Ligue des Champions 2006-2007 qui ont permis à l'Inter de redresser la barre après les débuts difficiles dans la compétition (défaites contre Sporting Lisbonne et Bayern Munich). Quasiment tous ces buts ont été marqués alors qu'il est rentré en cours de jeu, faisant de Julio Ricardo Cruz l'un des joueurs ayant le meilleur rapport minutes jouées/buts inscrits. L'apport de l'argentin dans la conquête de ce championnat a été crucial avec des buts d'une importance extrême, comme ceux marqués contre Parme (2-1) et Livourne (2-1), ainsi que dans le derby contre le Milan (2-1), dans lequel il inscrit un but et fait une passe décisive pour Ibrahimović, après une rentrée en jeu tonitruante.
Encensé par la presse et adoré par ses supporters, Cruz est reconnu pour ses grandes qualités professionnelles qui font de lui un joueur exemplaire sur et en dehors du terrain, se mettant toujours au service de l'équipe sans la moindre polémique.

### Fin de carrière à la Lazio
Le 31 juillet 2009 il s'engage avec la Lazio Rome pour une saison plus une en option.
Après avoir passé une saison avec la Lazio Rome, Julio Cruz quitte le club. Sans club cette saison 2010-2011, Cruz part à la retraite.

## Palmarès
- Champion d'Italie en 2006, 2007, 2008 et 2009 avec l'Inter
- Vainqueur de la Coupe d'Italie en 2005 et 2006 avec l'Inter (finaliste en 2007 et 2008)
- Vainqueur de la Supercoupe d'Italie en 2005 avec l'Inter (finaliste en 2007 et 2009)
- Champion des Pays-Bas en 1999 avec le Feyenoord Rotterdam
- Champion d'Argentine en 1996 et 1997 avec River Plate